# Lugny (Aisne)
Ne doit pas être confondu avec Lugny (Saône-et-Loire).
Pour les articles homonymes, voir Lugny.
Lugny est une commune française située dans le département de l'Aisne, en région Hauts-de-France.

## Géographie
Ce village-rue de Thiérache, situé sur la rive gauche du ruisseau, le Vilpion, étale ses habitations le long de la Route nationale 2, route à grande circulation sur la portion allant de Marle à Vervins

### Communes limitrophes

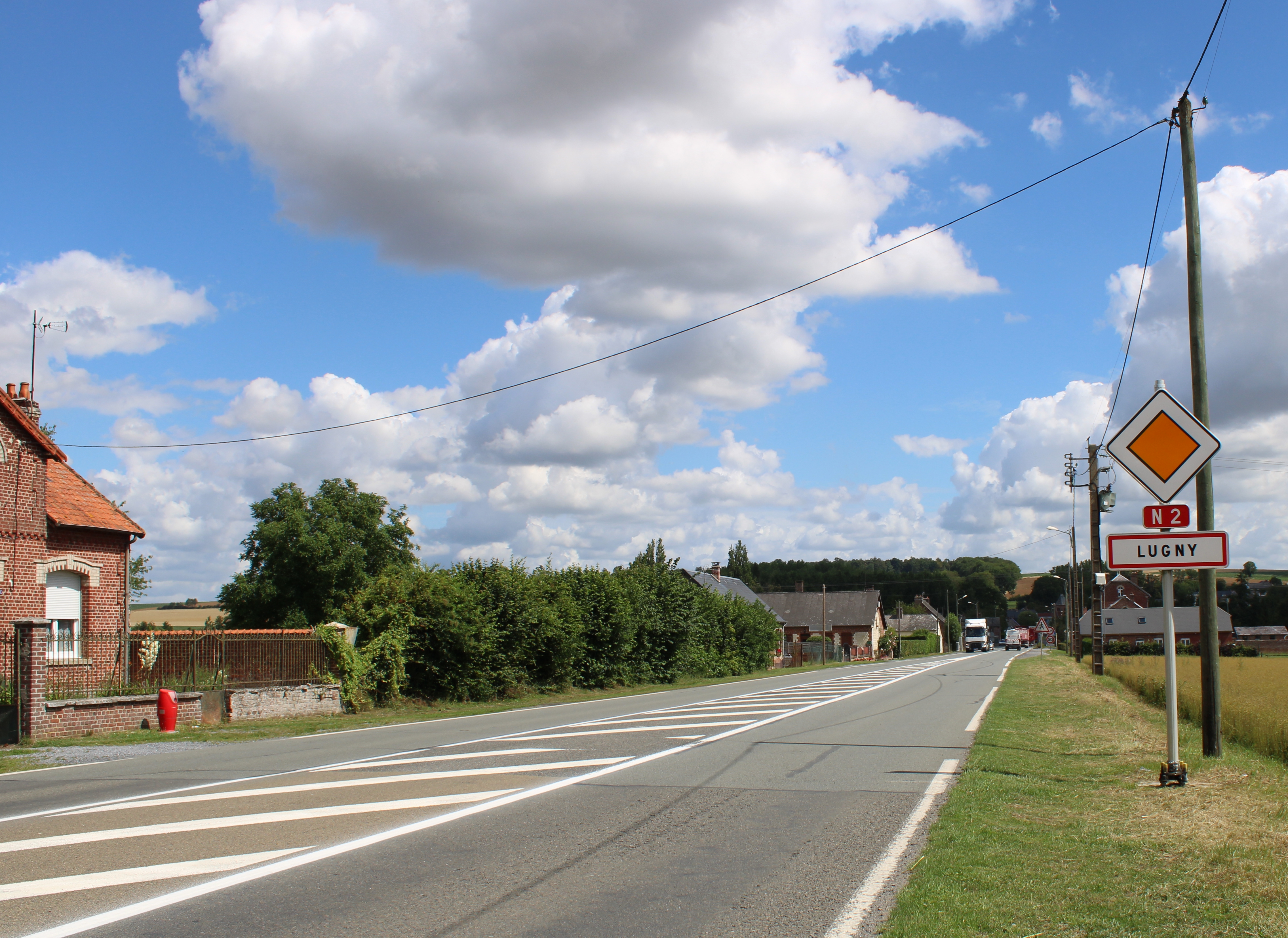
Entrée du village .
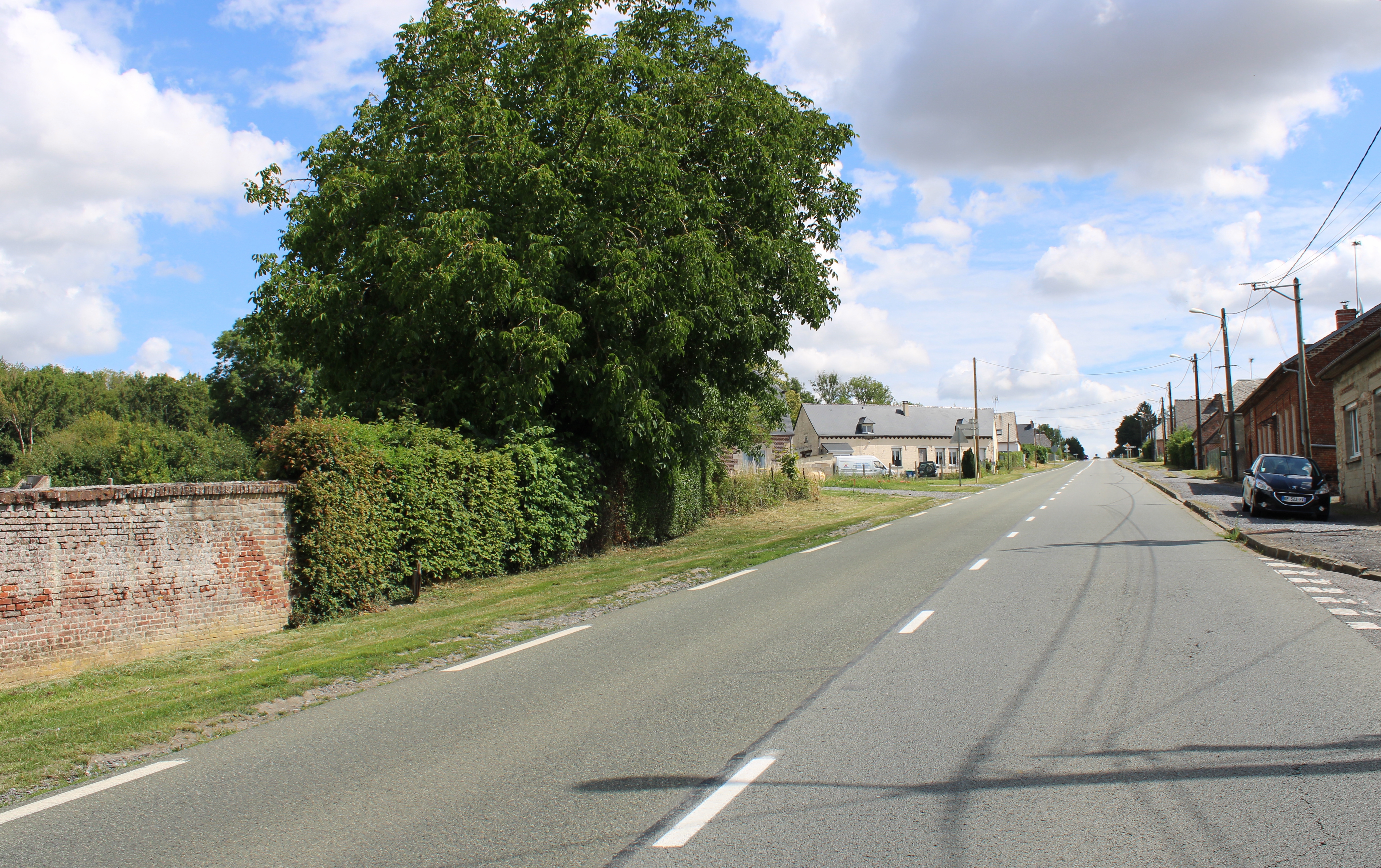
La nationale 2 traverse le village.
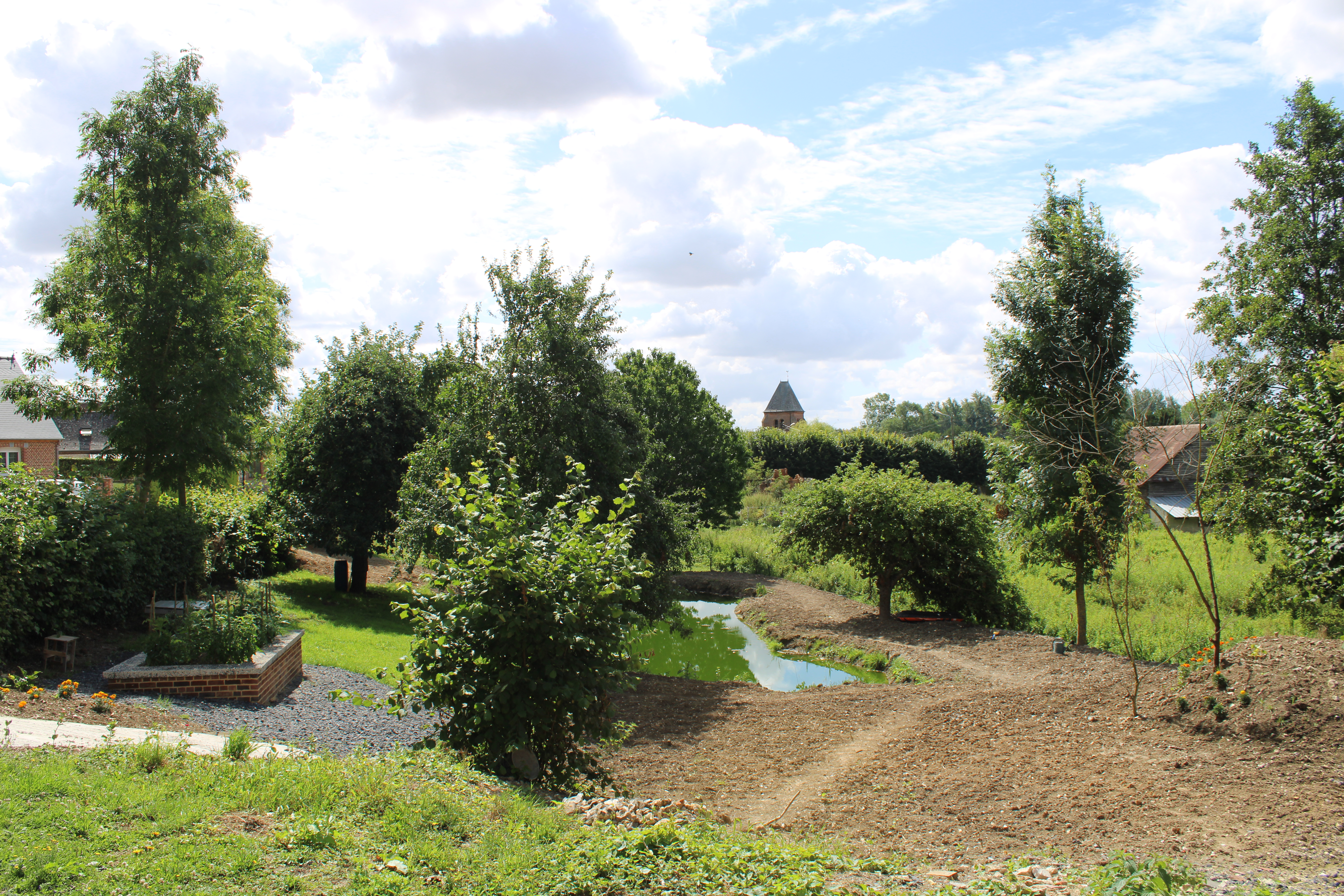
Vue du village depuis l'étang.

### Hydrographie
La commune est située dans le bassin Seine-Normandie. Elle est drainée par la rivière Brune et le Vilpion,.
La Brune, d'une longueur de 37 km, prend sa source dans la commune de Brunehamel et se jette  dans le Vilpion à Thiernu, après avoir traversé 20 communes.
Le Vilpion, d'une longueur de 43 km, prend sa source dans la commune de Plomion et se jette  dans la Serre à Dercy, après avoir traversé 17 communes. Les caractéristiques hydrologiques du Vilpion sont données par la station hydrologique située sur la commune de Thiernu. Le débit moyen mensuel est de 1,6 m3/s. Le débit moyen journalier maximum est de 14,5 m3/s, atteint lors de la crue du 4 janvier 2024. Le débit instantané maximal est quant à lui de 16,5 m3/s, atteint le même jour.

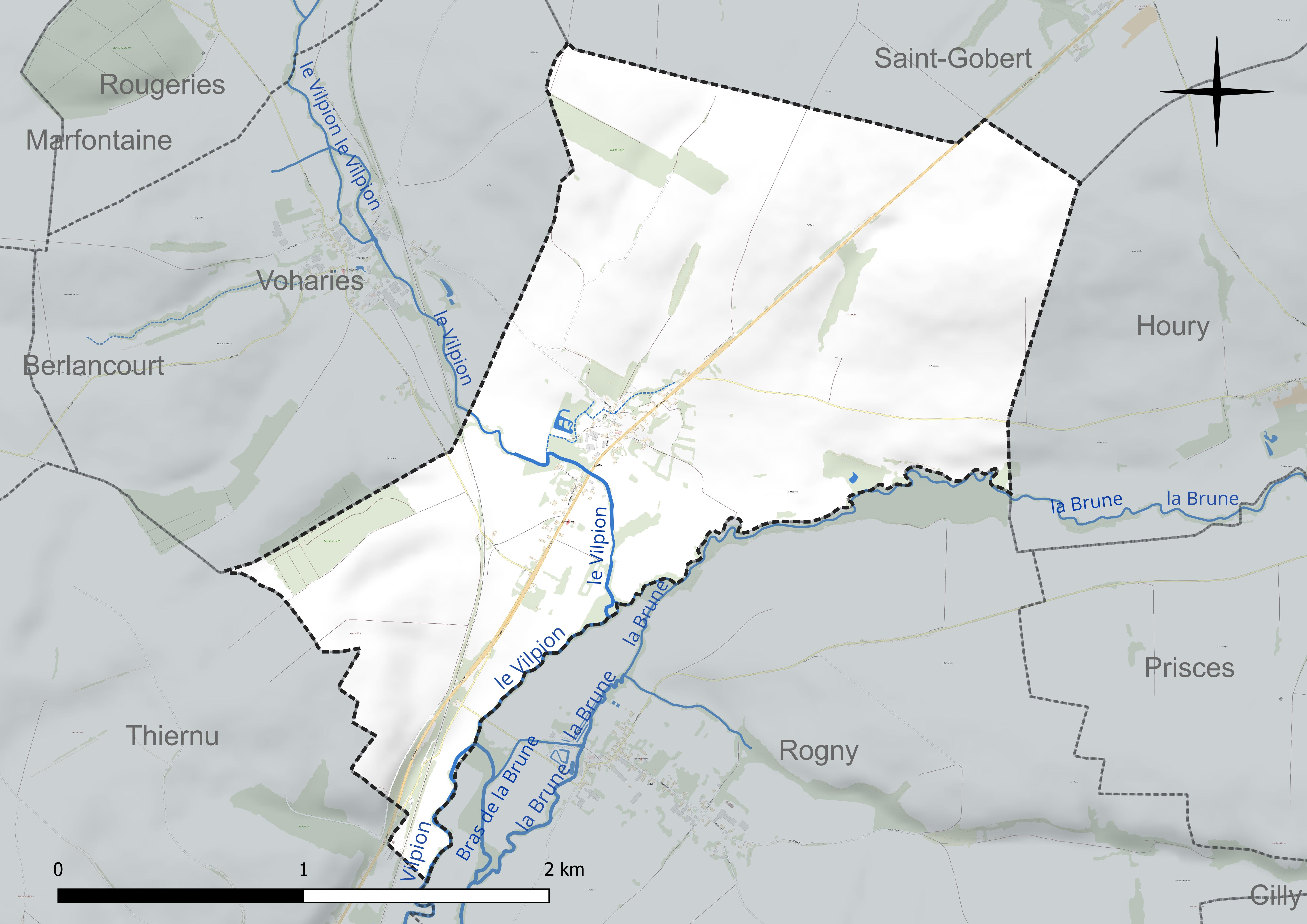
Réseau hydrographique de Lugny.

### Climat
Pour des articles plus généraux, voir Climat des Hauts-de-France et Climat de l'Aisne.
En 2010, le climat de la commune est de type climat océanique dégradé des plaines du Centre et du Nord, selon une étude du CNRS s'appuyant sur une série de données couvrant la période 1971-2000. En 2020, Météo-France publie une typologie des climats de la France métropolitaine dans laquelle la commune est exposée à un climat océanique altéré et est dans la région climatique Nord-est du bassin Parisien, caractérisée par un ensoleillement médiocre, une pluviométrie moyenne régulièrement répartie au cours de l'année et un hiver froid (3 °C).
Pour la période 1971-2000, la température annuelle moyenne est de 10,1 °C, avec une amplitude thermique annuelle de 15,2 °C. Le cumul annuel moyen de précipitations est de 777 mm, avec 12,7 jours de précipitations en janvier et 9,3 jours en juillet. Pour la période 1991-2020, la température moyenne annuelle observée sur la station météorologique la plus proche, située sur la commune de Fontaine-lès-Vervins à 11 km à vol d'oiseau, est de 10,5 °C et le cumul annuel moyen de précipitations est de 826,3 mm,. Pour l'avenir, les paramètres climatiques de la commune estimés pour 2050 selon différents scénarios d'émission de gaz à effet de serre sont consultables sur un site dédié publié par Météo-France en novembre 2022.

## Urbanisme

### Typologie
Au 1er janvier 2024, Lugny est catégorisée commune rurale à habitat dispersé, selon la nouvelle grille communale de densité à 7 niveaux définie par l'Insee en 2022.
Elle est située hors unité urbaine. Par ailleurs la commune fait partie de l'aire d'attraction de Vervins, dont elle est une commune de la couronne,. Cette aire, qui regroupe 21 communes, est catégorisée dans les aires de moins de 50 000 habitants,.

### Occupation des sols
L'occupation des sols de la commune, telle qu'elle ressort de la base de données européenne d'occupation biophysique des sols Corine Land Cover (CLC), est marquée par l'importance des territoires agricoles (93 % en 2018), en diminution par rapport à 1990 (94 %). La répartition détaillée en 2018 est la suivante : 
terres arables (79,9 %), prairies (10,8 %), zones urbanisées (7 %), zones agricoles hétérogènes (2,3 %).
L'évolution de l'occupation des sols de la commune et de ses infrastructures peut être observée sur les différentes représentations cartographiques du territoire : la carte de Cassini (XVIIIe siècle), la carte d'état-major (1820-1866) et les cartes ou photos aériennes de l'IGN pour la période actuelle (1950 à aujourd'hui).

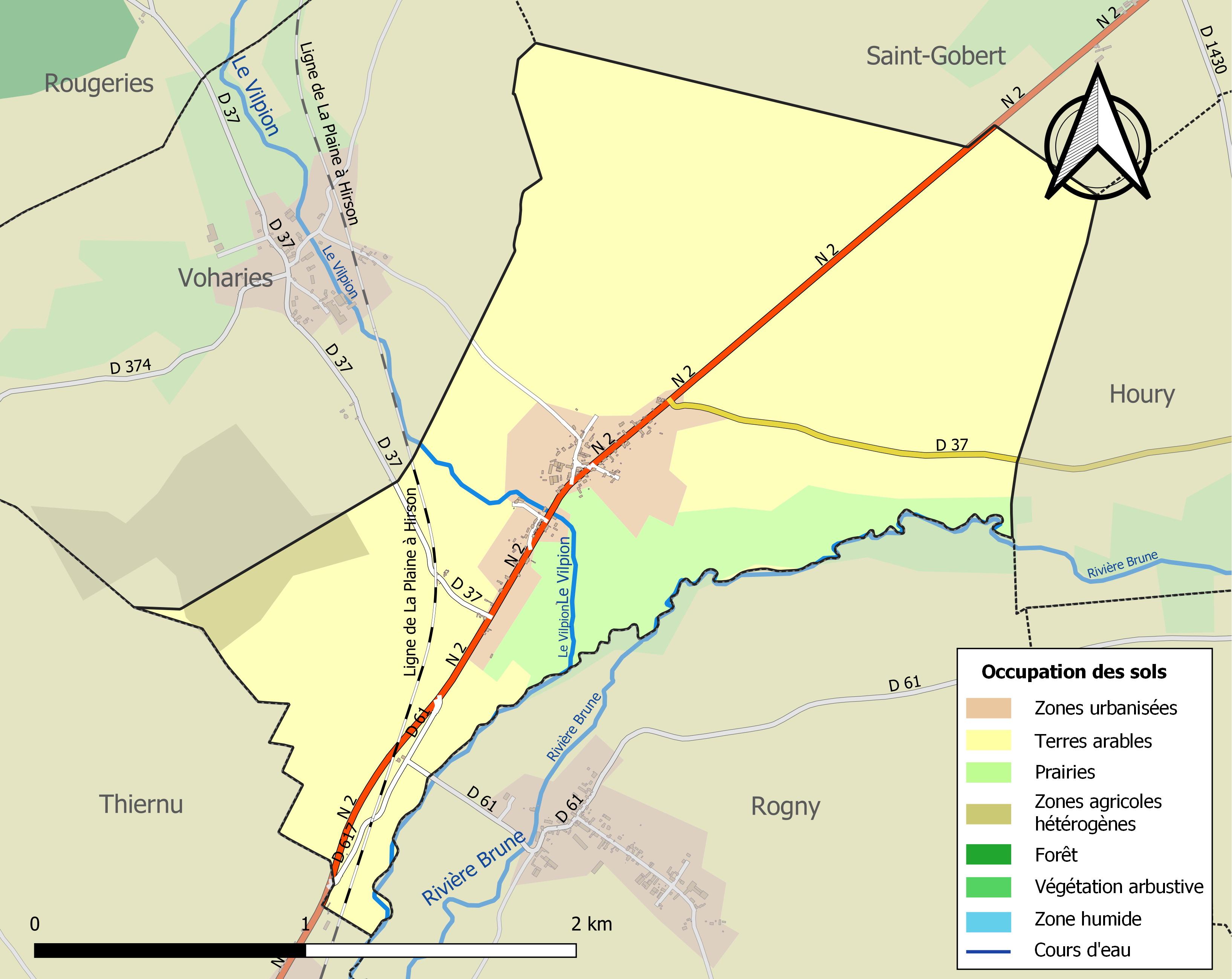
Carte de l'occupation des sols de la commune en 2018 (CLC).

## Toponymie
Le village apparaît pour la première fois en 1129 sous son appellation  Luigny, puis l'orthographe variera de nombreuses fois en fonction des différents transcripteurs :  Luegni, Luegnies, Luegnis en 1244 dans un cartulaire de l'abbaye de Saint-Michel, Loingnies, Luignis, Lugnys, Lugny-sous-Marle , et enfin l'orthographe actuelle  Lugny sur la carte de Cassini vers 1750 .

## Histoire
|  |  |  |

Fortifications des églises 

Au XVIᵉ siècle, lors des affrontements entre François Ier et Charles Quint, et lors de la Guerre franco-espagnole de 1635 à 1659, les villages de la Thiérache furent constamment ravagés aussi bien par les troupes françaises qu'étrangères. C'est à cette époque que la plupart des villages de Thiérache, comme Lugny, fortifient leurs églises pour permettre aux habitants de s'y réfugier an cas d'attaque. Le clocher ou la nef, faits de hauts murs de briques et surmontés d'un étage, sont flanqués de tours percées de meurtrières. En cas d'attaque de bandes de pillards, les habitants du village s'y réfugiaient avec provisions pour tenir un siège de plusieurs jours.

En septembre 1653, les troupes de Condé brûlèrent le village.

Carte de Cassini

La carte de Cassini montre qu'au XVIIIᵉ siècle, Lugny est une paroisse située sur le rive gauche du Vilpion. 

L'ancienne ligne de chemin de fer de Paris à Hirson

Lugny  a possédé une gare  située sur la ligne de chemin de fer de Paris à Hirson qui a fonctionné à partir de 1869.  En 1910,  huit trains s'arrêtaient chaque jour dans cette gare dans chaque sens (voir les horaires en 1910.
Cette gare est aujourd'hui transformée en habitation.

Première Guerre mondiale

Le 29 août 1914, soit moins d'un mois après la déclaration de la guerre, le village est occupé par les Allemands après la défaite de l'armée française lors de la bataille de Guise. Pendant toute la guerre, Lugny restera loin du front qui se stabilisera à environ 150 km à l'est aux alentours de Péronne. Les habitants vivront sous le joug de l'ennemi : réquisitions de logements, de matériel, de nourriture, travaux forcés.
 
Ce n'est que début novembre 1918 que le village sera libéré.
Sur le monument aux morts sont écrits les noms des 8 soldats de la commune morts au Champ d'Honneur  lors de la Grande Guerre ainsi que ceux de deux victimes civiles.

## Politique et administration

### Découpage territorial
La commune de Lugny est membre de la communauté de communes de la Thiérache du Centre, un établissement public de coopération intercommunale (EPCI) à fiscalité propre créé le 31 décembre 1992 dont le siège est à La Capelle. Ce dernier est par ailleurs membre d'autres groupements intercommunaux.
Sur le plan administratif, elle est rattachée à l'arrondissement de Vervins, au département de l'Aisne et à la région Hauts-de-France. Sur le plan électoral, elle dépend du  canton de Marle pour l'élection des conseillers départementaux, depuis le redécoupage cantonal de 2014 entré en vigueur en 2015, et de la troisième circonscription de l'Aisne  pour les élections législatives, depuis le dernier découpage électoral de 2010.

### Administration municipale

#### Liste des maires
| Période                                  | Période                       | Identité             | Étiquette | Qualité                                    |
| ---------------------------------------- | ----------------------------- | -------------------- | --------- | ------------------------------------------ |
| Les données manquantes sont à compléter. |                               |                      |           |                                            |
| juin 1995                                | décembre 2016                 | Jean-Albert Thiébaut | PS        | Retraité                                   |
| mars 2017                                | En cours (au 12 juillet 2020) | Yann Painvin         | SE        | Agriculteur Réélu pour le mandat 2020-2026 |

### Politique de développement durable
La commune s'est engagée dans une politique de développement durable en lançant une démarche d'Agenda 21 en 2008.

## Démographie
L'évolution du nombre d'habitants est connue à travers les recensements de la population effectués dans la commune depuis 1793. Pour les communes de moins de 10 000 habitants, une enquête de recensement portant sur toute la population est réalisée tous les cinq ans, les populations de référence des années intermédiaires étant quant à elles estimées par interpolation ou extrapolation. Pour la commune, le premier recensement exhaustif entrant dans le cadre du nouveau dispositif a été réalisé en 2008.

En 2022, la commune comptait 118 habitants, en évolution de +8,26 % par rapport à 2016 (Aisne : −1,97 %, France hors Mayotte : +2,11 %).
| 1793 | 1800 | 1806 | 1821 | 1831 | 1836 | 1841 | 1846 | 1851 |
| ---- | ---- | ---- | ---- | ---- | ---- | ---- | ---- | ---- |
| 140  | 155  | 154  | 211  | 226  | 237  | 242  | 265  | 283  |

| 1856 | 1861 | 1866 | 1872 | 1876 | 1881 | 1886 | 1891 | 1896 |
| ---- | ---- | ---- | ---- | ---- | ---- | ---- | ---- | ---- |
| 265  | 258  | 257  | 266  | 241  | 209  | 205  | 207  | 191  |

| 1901 | 1906 | 1911 | 1921 | 1926 | 1931 | 1936 | 1946 | 1954 |
| ---- | ---- | ---- | ---- | ---- | ---- | ---- | ---- | ---- |
| 205  | 196  | 169  | 169  | 206  | 188  | 193  | 223  | 212  |

| 1962 | 1968 | 1975 | 1982 | 1990 | 1999 | 2006 | 2008 | 2013 |
| ---- | ---- | ---- | ---- | ---- | ---- | ---- | ---- | ---- |
| 210  | 197  | 168  | 159  | 153  | 145  | 133  | 130  | 111  |

| 2018 | 2022 | - | - | - | - | - | - | - |
| ---- | ---- | - | - | - | - | - | - | - |
| 119  | 118  | - | - | - | - | - | - | - |

## Lieux et monuments

### Galerie

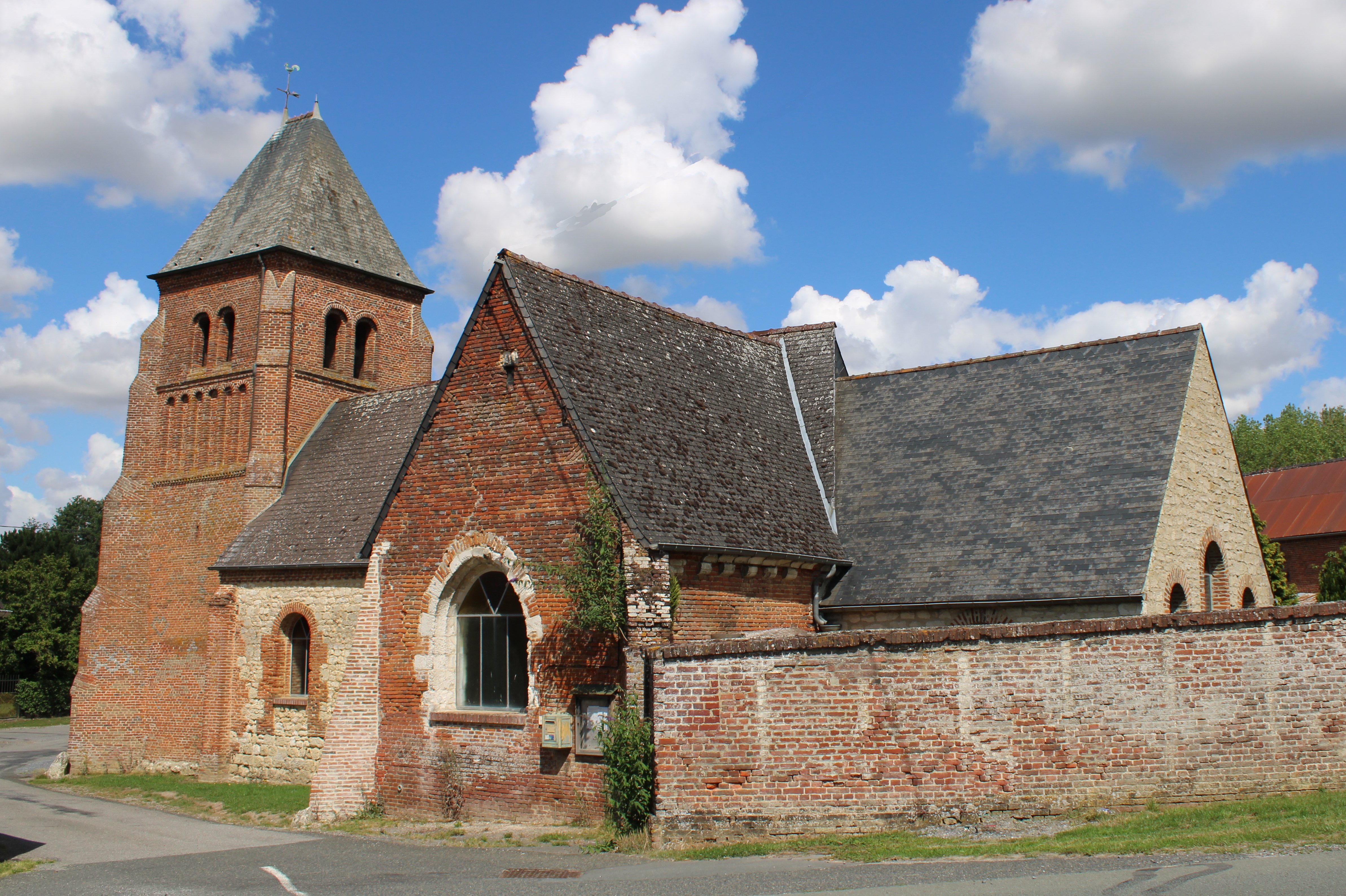
L'église fortifiée Saint-Quentin.
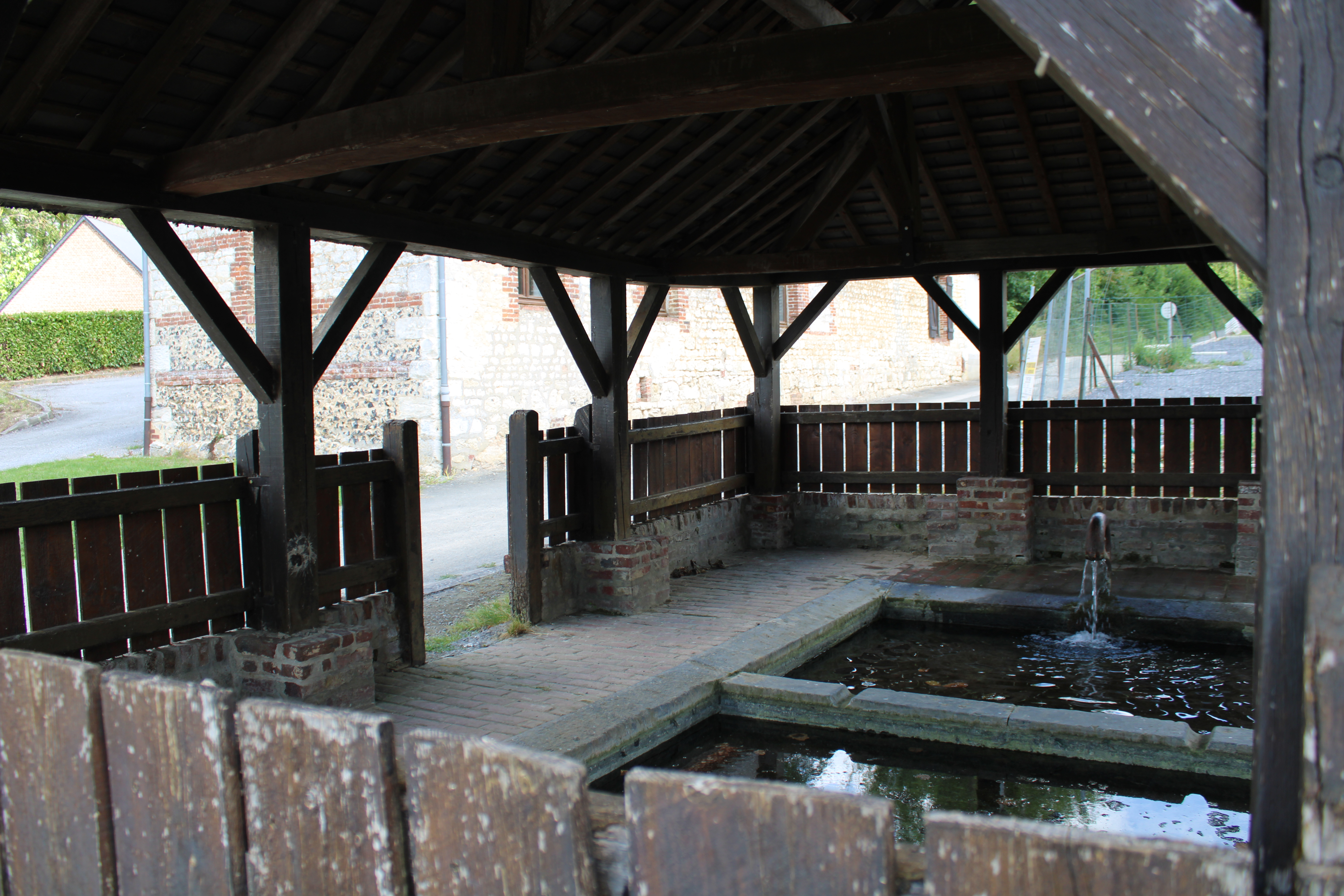
Le lavoir.
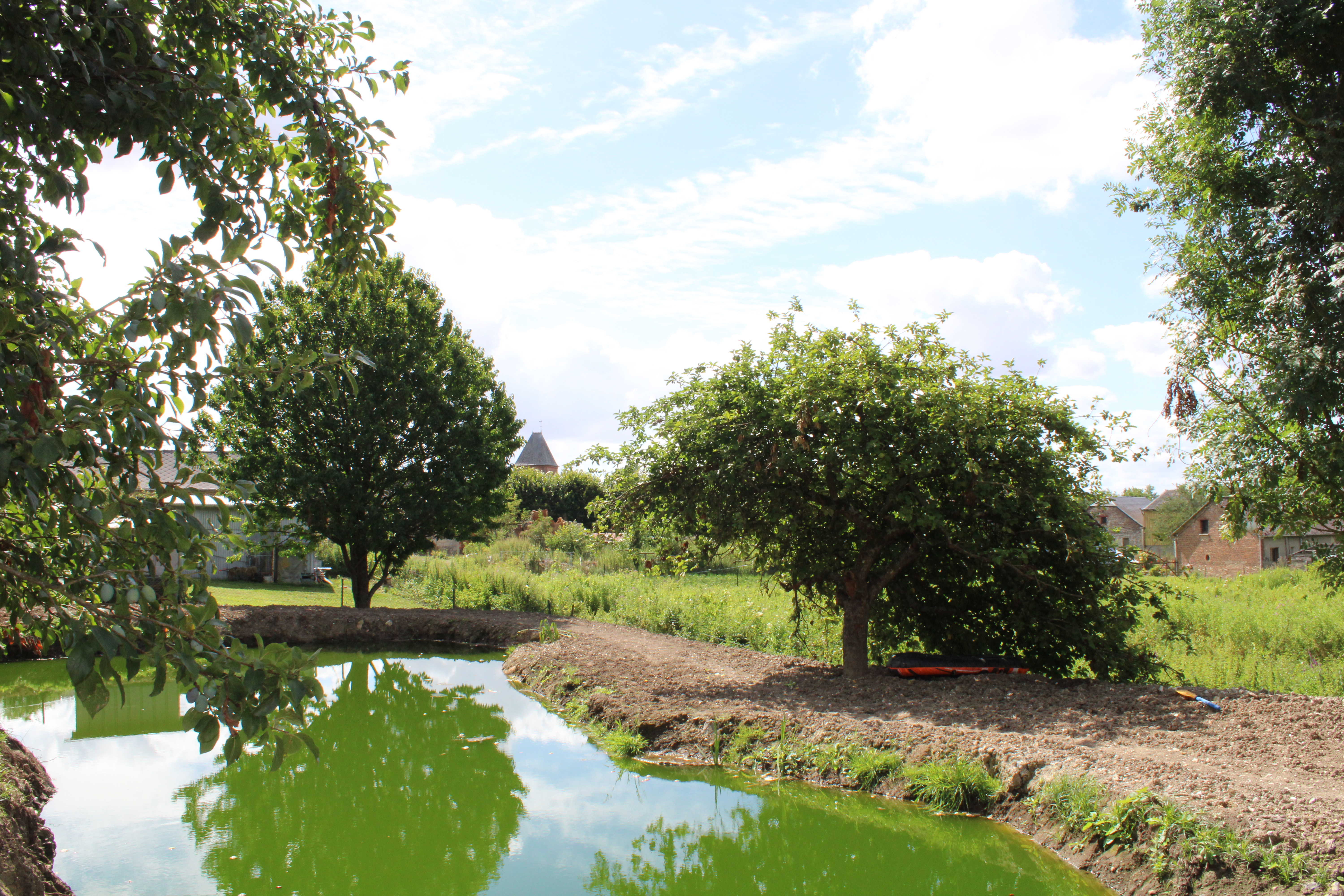
L'étang.
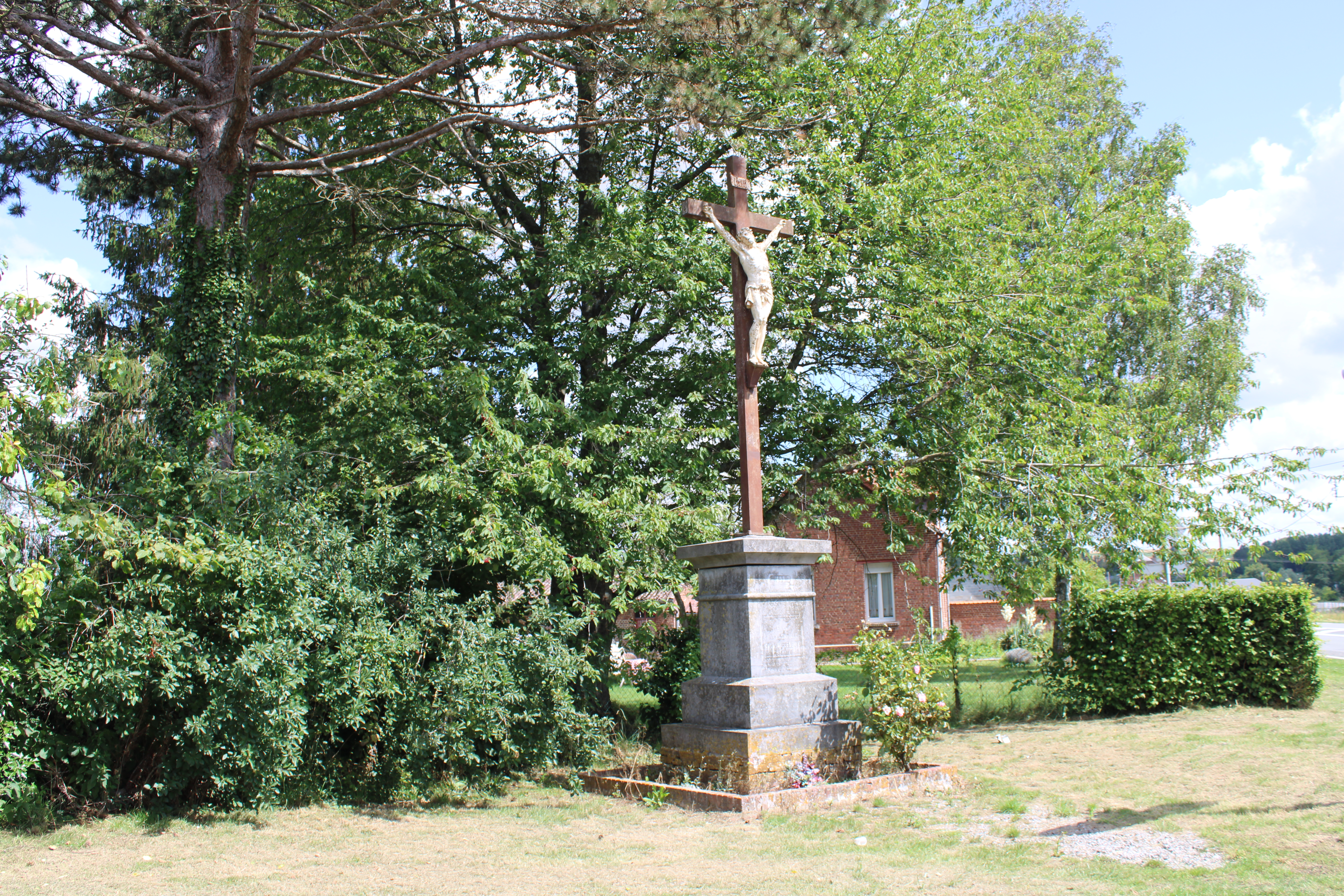
Le calvaire au bord de la N 2 .
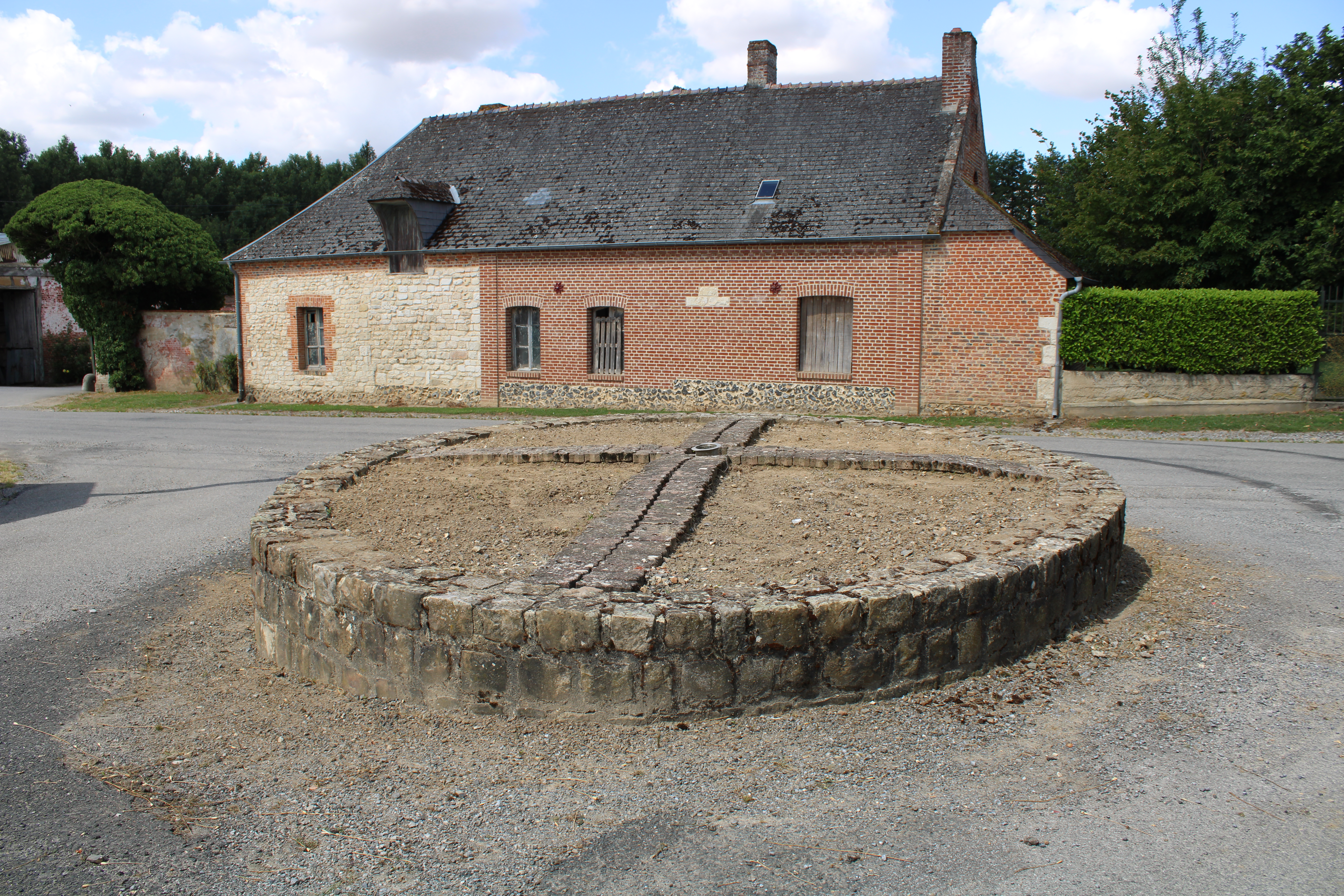
La place de l'église.
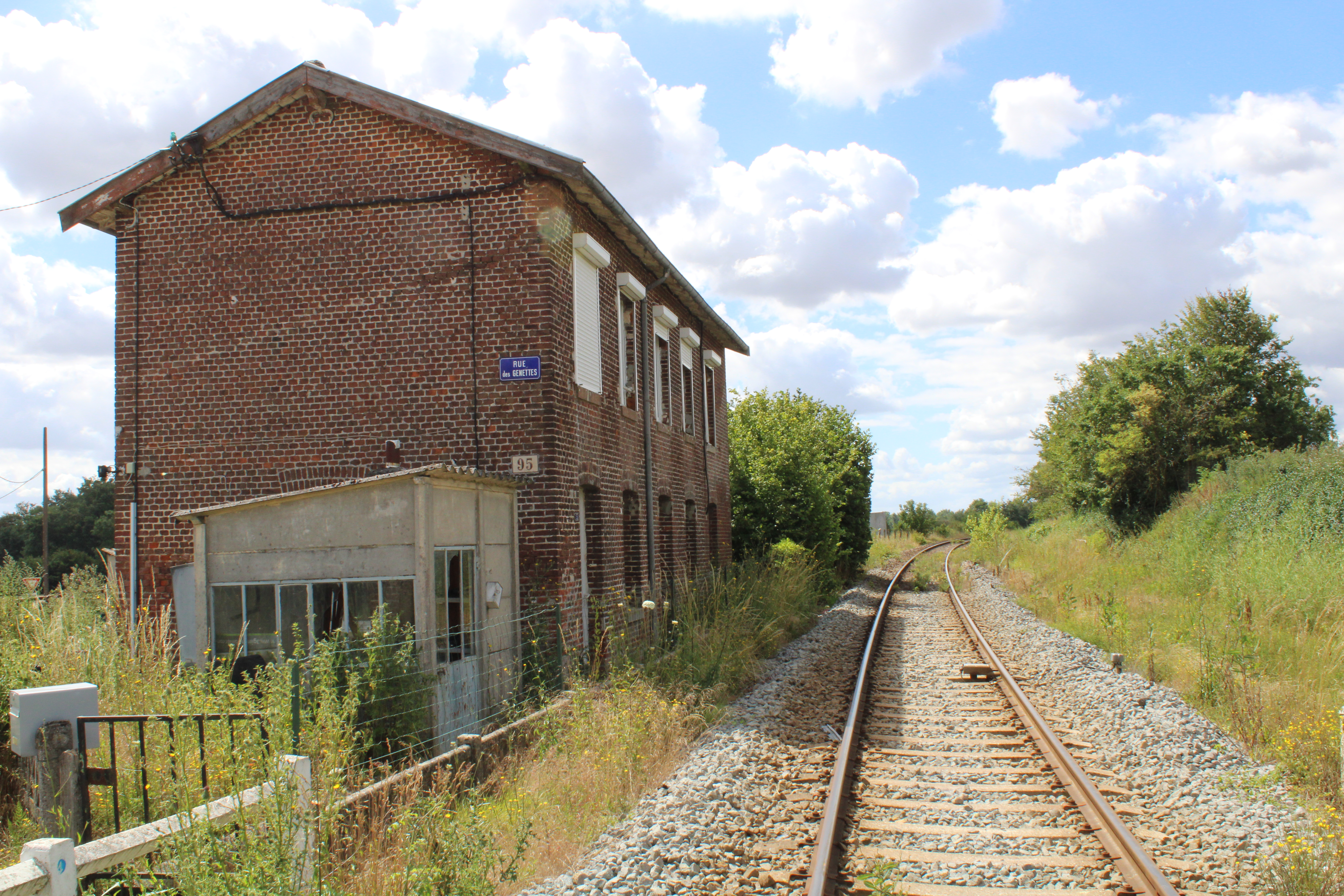
L'ancienne gare sur la ligne de chemin de fer de Laon à Hirson.
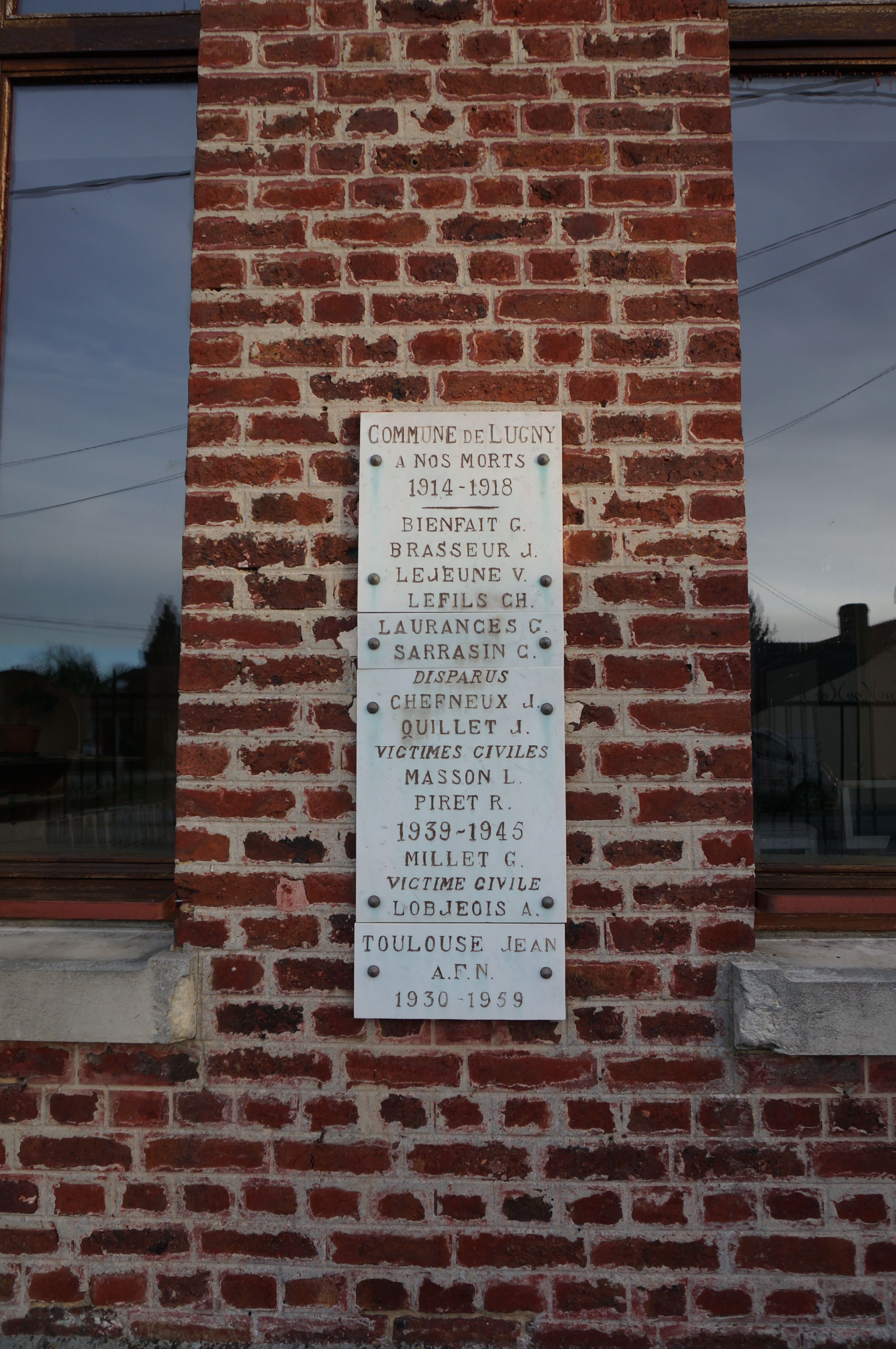
Plaque monument aux morts.